# Фламінго (літературна група)
«Фламінго» ― українське літературно-мистецьке об'єднання авангардистів та символістів, засноване Михайлем Семенком у Києві в 1919 році. До його складу входили письменники Ґео Шкурупій, Володимир Ярошенко, Олекса Слісаренко, художник Анатолій Петрицький. Угрупування «Фламінго» засвідчувало завершення етапу кверофутуризму в українському авангардизмі.